# Biasmia
Biasmia is een kevergeslacht uit de familie van de boktorren (Cerambycidae). De wetenschappelijke naam van het geslacht werd voor het eerst geldig gepubliceerd in 1864 door Pascoe.

## Soorten
Biasmia omvat de volgende soorten:
- Biasmia antennalis Hunt & Breuning, 1957
- Biasmia guttata Pascoe, 1864